# Senenan
Senenan is een bestuurslaag in het regentschap Jepara van de provincie Midden-Java, Indonesië. Senenan telt 7100 inwoners (volkstelling 2010).